# 塩島大
塩島 大（しおじま だい、1934年4月9日 - 1985年9月20日）は、日本の造園家、建設（都市計画）官僚、政治家である。位階は正五位勲四等、勲章は旭日小綬章。衆議院議員（1期）。 長野県北安曇郡池田町生まれ。

## 経歴
- 長野県松本深志高等学校を経て、東京大学農学部入学。
- 1959年（昭和34年） - 大学卒業とともに建設省入省（同期に望月薫雄元建設事務次官）。
- 公園緑地課長の時に、国営アルプスあづみの公園を考案。
- 1982年（昭和57年） - 退官。
- 東京大学・明治大学講師。
- 1983年（昭和58年） - 第37回衆議院議員総選挙に長野4区から初当選（自由民主党）。
- 1984年（昭和59年） - 与党代表として、昭和五十九年度の財政運営特別措置法案に対する賛成討論を行う。
- 1985年（昭和60年）9月20日 - 衆議院議員在任中に死去した。51歳没。同月24日、特旨を以て位記を追賜され、死没日付をもって正五位勲四等に叙され、旭日小綬章を追贈された[1]。追悼演説は同年10月17日、衆議院本会議で小沢貞孝により行われた[2]。なお、地盤は村井仁が引き継いだ。